# Kansas City Standard

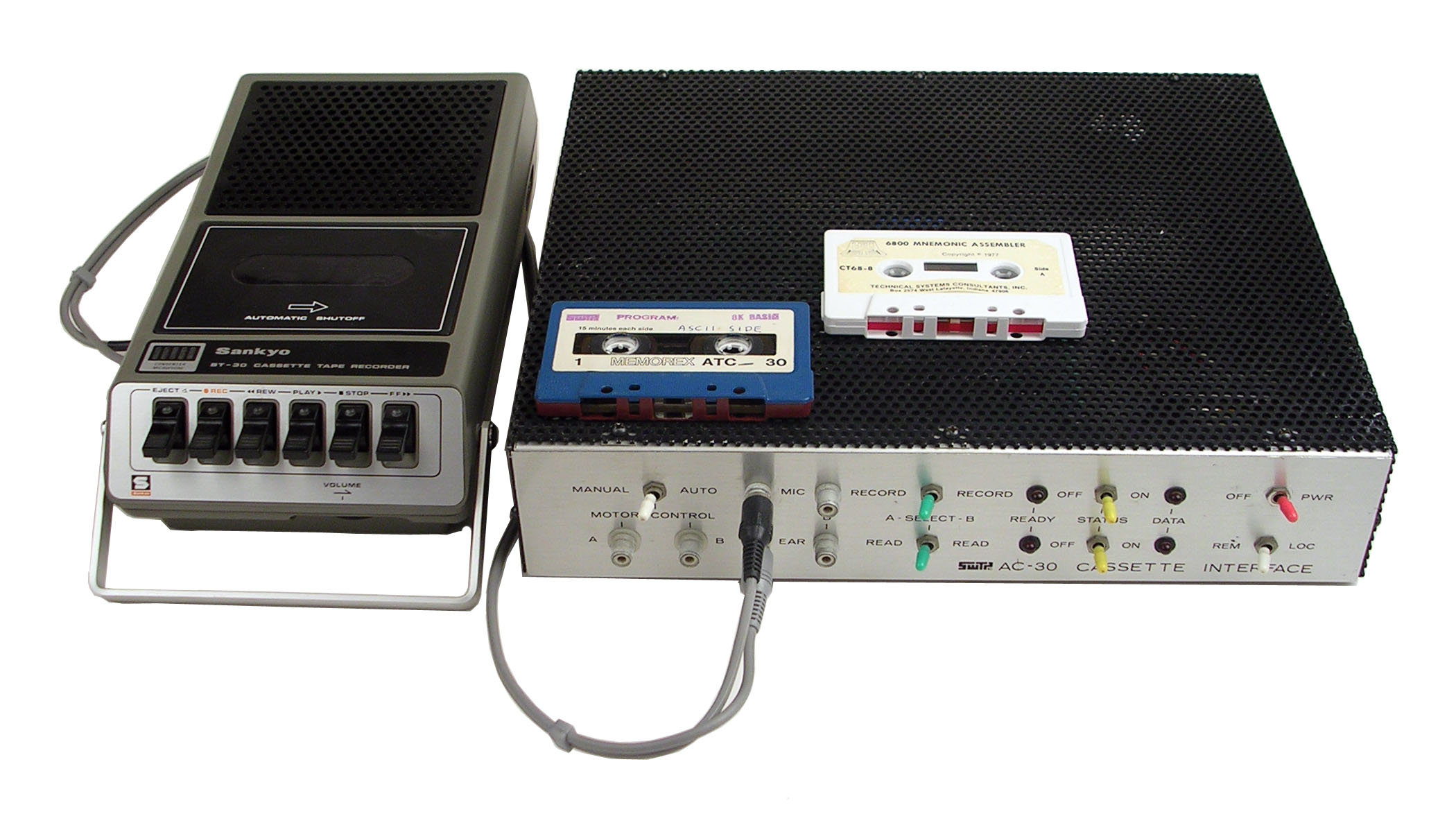
O SWTPC AC-30 com interface de cassete implementando a norma Kansas City standard em Maio de 1976.

O Kansas City Standard (KCS), é um formato digital de dados para gravadores de cassete.

## História
A revista Byte patrocinou um simpósio em Novembro de 1975 em Kansas City, Missouri, para desenvolver um padrão de armazenamento de dados digitais em microcomputadores utilizando cassetes comuns de áudio, numa época onde drives de disquete custavam mais de US$ 1000 cada.
Dezoito pessoas participaram do encontro, o qual durou dois dias, e estabeleceram um sistema baseado num projeto de Don Lancaster, publicado no primeiro número da revista Byte. Depois do encontro, Lee Felsenstein (Processor Technology) e Harold Mauch (Percom Data Company) escreveram o padrão.

## Especificações
Uma interface de cassete funciona de forma semelhante a um modem conectado a uma porta serial. Os 1s e 0s da porta serial são convertidos em tons de áudio, o que é conhecido por Audio Frequency-Shift Keying (AFSK ou FSK). Um bit 0 é representado por quatro ciclos de um senóide de 1200 Hz e um bit 1 como oito ciclos de 2400 Hz. Isto resulta numa taxa de dados de 300 baud. Cada frame começa com um bit de início (um 0) seguido por oito bits de dados (bit menos significativo primeiro) seguido por dois bits de parada (1s).
Assim, cada frame possui 11 bits, o que resulta numa taxa de dados de 27 bytes por segundo.
A edição de Fevereiro de 1976 da Byte publicou um relatório do simpósio e a edição de Março apresentou dois exemplos de hardware feitos por Don Lancaster e Harold Mauch. A taxa de 300 baud era confiável, mas lenta (um programa típico em BASIC com 8 KiB demorava cinco minutos para carregar). A maioria dos circuitos de cassete podiam suportar velocidades maiores.
A Processor Technology desenvolveu uma interface de cassete denominada CUTS (Computer Users' Tape Standard) que operava em 300 ou 1200 baud.

## Participantes do simpósio de Kansas City
- The Computer Hobbyist - Hal Chamberlin e Richard Smith
- Godbout Electronics - Michael Stolowitz
- HAL Communications Corp - Paul Tucker e George Perrine
- Mikra-D - Joe Frappier
- MITS - Ed Roberts, Tom Durston, Bob Zaller e Bill Gates
- PCM - Bob Nelson
- Popular Electronics - Les Solomon
- Pronetics (posteriormente, Percom Data) - Harold A Mauch
- Processor Technology - Bob Marsh e Lee Felsenstein (LGC Engineering)
- Southwest Technical Products Corp - Gary Kay
- Sphere - Mike Wise
- Ray Borrill

## Floppy-ROM

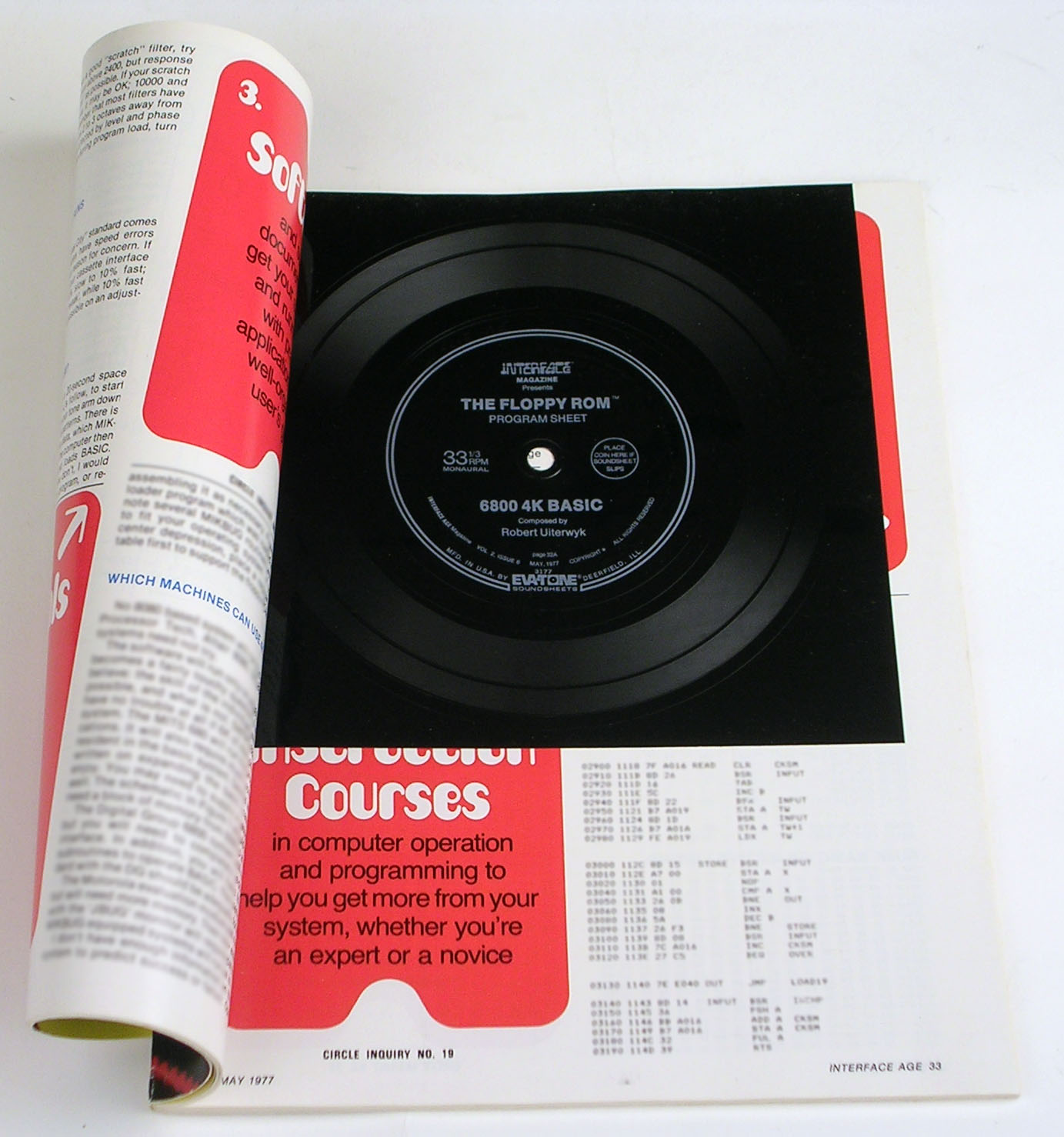
Um disco de vinil Floppy-ROM na edição de Maio de 1977 da revista Interface Age.

Em Agosto de 1976 na feira Personal Computing em Atlantic City, Bob Marsh da Processor Technology sugeriu a Bob Jones, editor da revista Interface Age que software poderia ser prensado em discos de vinil. A Processor Technology forneceu um programa 8080 para ser gravado. Esta gravação de teste não funcionou e eles foram incapazes de dedicar mais tempo à iniciativa.
Daniel Meyer e Gary Kay da Southwest Technical Products acertaram com Robert Uiterwyk que ele  disponibilizaria o interpretador BASIC de 4 KiB desenvolvido por ele para o microprocessador Motorola 6800. A ideia era gravar o programa em fita de áudio no formato "Kansas City Standard" e então fazer um registro-mestre da fita. A EVA-TONE produziu o "Flexi disc" em vinil fino, que podia conter uma única música. Custavam barato e podiam ser encartados numa revista.
Bill Turner e Bill Blomgren da MicroComputerSystems Inc. trabalharam com a EVA-TONE e desenvolveram um processo que teve bom êxito. O estágio intermediário de gravação em fita era sujeito a falhas, de modo que uma interface de cassete SWTPC AC-30 foi conectada diretamente ao equipamento de gravação.
A edição de Maio de 1977 da Interface Age continha o primeiro "Floppy-ROM", um vinil de 33 1/3 RPM com cerca de 6 minutos de áudio "Kansas City Standard".

## Computadores que usaram o Kansas City Standard
Antigos microcomputadores (vários deles com barramento S-100):
- Compukit UK101
- Lucas Nascom 1, 2 (que também suportava uma variação de 1200 bit/s, ver abaixo)
- MITS Altair 8800
- MOS/CBM KIM-1
- Motorola MEK D1 6800 (kit)
- Ohio Scientific C1P/Superboard II
- Processor Technology SOL-20 Terminal Computer
- Processor Technology CUTER kit S-100
- SWTPC (micros baseados no 6800)

Computadores domésticos e computadores pessoais:
- Acorn Computers
  - Acorn Atom (300 baud apenas)
  - BBC Micro  (300 e 1200 baud)
  - Acorn Electron (1200 baud somente)
- MicroBee Systems
  - MicroBee (300 e 1200 baud)
- Heathkit
  - Heathkit H8 (300 e 1200 baud)
  - Heathkit H89 (também vendido como Zenith Z89) (300 e 1200 baud)
- ABC 80

Calculadoras programáveis:
- Casio
  - FX-602P
  - FX-702P

## Variante 1200 baud
A Acorn Computers implementou uma variante em 1200 baud do padrão CUTS em seus microcomputadores BBC Micro e Acorn Electron, o que reduzia o bit 0 para um ciclo de um senóide de 1200 Hz e um bit 1 para dois ciclos de 2400 Hz. A codificação padrão incluía um bit de início 0 e um bit de parada 1 em torno de cada 8 bits de informação, resultando numa taxa de transferência efetiva de dados de 960 bps.
Também, estas máquinas gravavam dados em blocos de 256 bytes entremeados com espaços de tom de portadora, cada bloco carregando um número seqüencial, de forma que era possível rebobinar a fia e continuar no bloco apropriado quando ocorresse algum erro de leitura.